# Насильство між братами та сестрами
Насильство між братами та сестрами включає фізичне, психологічне або сексуальне насильство над одним братом або сестрою з боку іншого. Найчастіше молодша дитина піддається насильству з боку старшої. Жорстоке поводження з рідним братом і сестрою є найпоширенішим видом насильства в сім'ї в США, але про нього повідомляють найменше. На відміну від суперництва між братами та сестрами, насильство між братами та сестрами характеризується одностороннім ставленням одного до іншого.
Було виявлено, що жорстоке поводження з братами та сестрами найчастіше трапляється в неблагополучних сім'ях, де присутні жорстоке поводження з боку батьків. У США 40 % дітей виявляли фізичну агресію щодо рідних братів і сестер, а 85 % дітей виявляли словесні образи.

## Види і поширеність

### Фізичне насильство
Фізичне насильство з боку брата або сестри визначається як навмисне заподіяння насильства іншим братом або сестрою. Жорстоке поводження може відбуватися шляхом штовхання, ударів, ляпасів, ударів ногами, укусів, щипків, подряпин і висмикування за волосся. Фізичне насильство між братами та сестрами є більш поширеним, ніж знущання однолітків та інші форми сімейного насильства, такі як жорстоке поводження з боку подружжя чи дітей, хоча з багатьох причин дуже важко підрахувати точні показники поширеності. Навіть коли визнається жорстоке поводження з рідним братом і сестрою, про це залишається дуже мало інформації через брак ресурсів, наданих сім'ям, таких як служби захисту дітей та обов'язкові звіти. Професійні постачальники послуг з догляду за дітьми мають суттєво різні визначення цього терміну та не мають системи відстеження звітів. Фізичне насильство з боку братів і сестер зберігається з дитинства до зрілого віку, причому рівень поширеності різний у різних дослідженнях, хоча його інтенсивність і частота зменшуються, коли жертва та/або кривдник дорослішають.
Агресія між братами та сестрами є досить поширеною навіть у сім'ях, які не можна класифікувати як такі, що повсюдно жорстокі: 37 % із 498 дітей скоїли принаймні один акт серйозного насильства протягом попереднього року; у жорстоких сім'ях 100 % дітей вчинили принаймні один акт серйозного насильства. Так, у сім'ях пакистанських іммігрантів у Великій Британії брати й сестри зазнають найвищої частки фізичного насильства порівняно з іншими членами сім'ї: 35 % з боку братів і сестер, у порівнянні з 33 % з боку матерів і 19 % з боку батьків.
Деякі дослідження показують, що сестри частіше стають жертвами братів, ніж навпаки. Крім того, вік також є фактором, що сприяє жорстокому поводженню між братами та сестрами, коли старші брати й сестри частіше зловживають молодшими.

### Психологічне насильство
Ще важче виявити психологічне насильство серед братів і сестер. Психічне насильство серед братів і сестер можна визначити як за частотою, так і за інтенсивністю шкідливої взаємодії. Ці взаємодії можуть включати глузування з метою вираження презирства, а також приниження самооцінки іншого. Дорослим, таким як батьки або професійні опікуни, важко розрізнити психологічну агресію та жорстоке поводження, оскільки важко визначити, коли баланс сил розподілений нерівномірно. Таким чином, наслідками агресії є не тільки травми, але й контроль або домінування одного брата/сести над іншим/іншою. Хоча було встановлено, що це найпоширеніший вид жорстокого поводження під час конфлікту між братами та сестрами, рівень поширеності важко підрахувати через труднощі в диференціації агресії від насильства. Віпл і Фінтон повідомляють, що «психологічне жорстоке поводження між братами і сестрами є однією з найпоширеніших, але часто недооцінених форм жорстокого поводження з дітьми». Беглі та Рамсі, Маллен, Мартін, Андерсон, Романс та Гербісон, Курц, Ґоден, Водарскі та Гавінг, а також Бейтчман та ін. виявили негативні психологічні, академічні та соціальні наслідки, пов'язані з агресією та насильством з боку братів і сестер; незважаючи на це, причинно-наслідковий зв'язок потребує подальшого вивчення. Базуючись на своїх дослідженнях Caffaro та Conn-Caffaro повідомляють, що дорослі, які пережили жорстоке поводження з рідними братами та сестрами, мають набагато вищі показники емоційного відсічення (34 %) з братами та сестрами, ніж це спостерігається в загальній популяції (<6 %).

### Сексуальне насильство
Сексуальне насильство між братом і сестрою визначається як сексуальна поведінка, «яка не відповідає віку, не є тимчасовою та не мотивована цікавістю, що відповідає розвитку». Щоб визначити сексуальне насильство, необхідно мати примус і домінування над одним із братів і сестер. Рівень поширеності також важко підрахувати з кількох причин: жертви часто не усвідомлюють, що вони зазнають жорстокого поводження, доки не досягнуть зрілості та краще зрозуміють роль, яку вони відігравали під час зіткнень, вони бояться повідомляти, і немає консенсус щодо визначення сексуального насильства з боку братів і сестер.
Як і у випадку з іншими формами жорстокого поводження серед братів і сестер, про сексуальне насильство братів і сестер рідко повідомляється, оскільки батьки або не визнають це насильством, або намагаються приховати насильство. Підвищений ризик сексуального насильства з боку братів і сестер може бути виявлений у загостреному сексуальному кліматі в сім'ї або в сімейному оточенні жорсткого сексуального придушення. Сексуальне насильство щодо братів і сестер може мати довгострокові наслідки для жертв. У багатьох постраждалих діагностовано різноманітні психологічні проблеми. Було зафіксовано, що жертви пов'язували біль і страх із сексом, що призводило до довготривалих проблем із інтимною близькістю.
Радд і Герцбергер повідомляють, що брати, які вчинили інцест, частіше застосовували силу, ніж батьки, які вчинили інцест (64 % проти 53 %). Подібним чином Cyr та його колеги виявили, що приблизно 70 % інцестів між братами та сестрами включали сексуальне проникнення, що значно частіше, ніж при інших формах інцесту. Басс та його колеги пишуть, що «інцест між братами та сестрами трапляється з частотою, що конкурує з іншими формами інцесту і може навіть перевищувати їх», однак лише в 11 % досліджень сексуального насильства над дітьми досліджувалися кривдники. Реймент і Овен повідомляють, що «[порівнявши] образи братів і сестер, які вчинили правопорушення, з іншими підлітками, які вчинили сексуальні злочини… Брати і сестри, які вчинили сексуальні злочини, зізналися в більшій кількості сексуальних злочинів, мали вищий рівень рецидивів, і більшість з них брали участь у більш нав'язливих сексуальних злочинах. Порівняно з іншими підлітками, злочинці мають більше доступу до жертви та існують у структурі мовчання та почуття провини». Опитування восьмисот студентів коледжу, про яке Девід Фінкелхор повідомив у «Журналі консультування по шлюбу та сім'ї», показало, що 15 % жінок і 10 % чоловіків зазнали сексуального насильства з боку старших братів і сестер.

## Ідентифікація
Суперництво між братами та сестрами, конкуренція та розбіжності вважаються нормальними компонентами дитинства та підліткового віку. Щоб визначити фізичне, психологічне насильство з боку рідних братів і сестер, практикуючі спеціалісти та батьки повинні спостерігати за поведінкою та ставити запитання про стосунки братів і сестер, що допоможе їм зрозуміти, чи є характеристики, які відрізняють агресію від насильства. Сексуальне насильство між братами та сестрами вимагає додаткових міркувань. Жертви можуть спочатку заперечувати існування будь-якого типу насильства, але це може бути тому, що вони ще не усвідомили цього. Різні запитання про поширеність типів агресії, частоту, намір завдати шкоди, масштаб агресії та односпрямоване домінування допомагають оцінити наявність насильства. Що стосується сексуального насильства, люди менш схильні відкрито говорити про нього, на відміну від інших форм насильства, таких як фізичне або психологічне. З цієї причини, окрім постановки прямих запитань про сексуальне насильство з боку братів і сестер, спеціалісти та батьки повинні стежити за поведінкою, яка може вказувати на наявність сексуального насильства. Інша проблема виникає, коли розрізняти сексуальне насильство та адекватну сексуальну поведінку. Найбільша різниця залежить від того, як інцест відбувається за згодою обох братів і сестер, а сексуальне насильство — ні. Жертва може не усвідомлювати, що вона не давала згоди через невинуватість або відсутність розуміння того, що відбувається. Останнє зазвичай трапляється з дітьми, які занадто малі, щоб зрозуміти сексуальні наслідки та обмеження.
Вейхе пропонує використовувати чотири критерії, щоб визначити, чи є сумнівна поведінка суперництвом чи образою. По-перше, необхідно визначити, чи відповідає сумнівна поведінка віку, оскільки діти використовують різні тактики вирішення конфліктів на різних етапах розвитку. По-друге, необхідно визначити, чи є така поведінка ізольованим випадком чи частиною тривалої моделі: насильство, за визначенням, є довготривалою моделлю, а не випадковими розбіжностями. По-третє, необхідно визначити, чи є в поведінці «аспект віктимізації»: суперництво має тенденцію бути пов'язаним із конкретним інцидентом, взаємним і очевидним для інших, тоді як насильство характеризується таємницею та дисбалансом сил. По-четверте, необхідно визначити мету сумнівної поведінки: метою насильства, як правило, є збентеження або домінування жертви.

## Фактори ризику
Є кілька важливих факторів ризику, пов'язаних із жорстоким поводженням між братом і сестрою. Їх можна розділити на сімейну систему, батьківську поведінку, індивідуальні та інші фактори ризику.

### Сімейна система
Ця категорія факторів ризику, пов'язаних із жорстоким поводженням між братом і сестрою, стосується сімейної системи в цілому. Це включає негативні та конфліктні стосунки між батьками та дітьми, ворожість батьків до дитини, жорстоке поводження з боку подружжя, конфлікт між партнерами, подружній конфлікт, невдоволення матері шлюбом і негативна емоційна експресивність, самокритичність матері, фінансовий стрес, низька згуртованість сім'ї, сім'я дезорганізація та домашній хаос, втрата самоконтролю чоловіка, низька освіта матері і сімейна тріангуляція.

### Батьківська поведінка
Ця категорія факторів ризику, пов'язаних із жорстоким поводженням між братом і сестрою, вивчає батьківську поведінку дорослих опікунів. Це включає диференційоване ставлення батьків до дітей, перевагу батьками сестер, які народилися пізніше, активне та пряме осудливе порівняння, батьки, які клеймують своїх дітей «поганими-хорошими» та «легкими-важкими», низька участь батьків, особливо з боку батьків, неефективне виховання, непослідовна дисципліна, примусове виховання, примусова поведінка матері, відкидання та надмірний контроль, жорстоке поводження з дітьми з боку батьків, застосування насильства батьками для вирішення конфлікту між батьками та дітьми, нехтування батьками та схвалення агресії, тілесні покарання, відсутність нагляду, невтручання в конфлікт між братами та сестрами, невизнання дитини — озвучені заяви про жорстоке поводження, не заохочують просоціальну поведінку та обмежують зусилля дітей урізноманітнити інтереси та спеціалізацію.

### Індивідуальні фактори
Ця категорія факторів ризику, пов'язаних із жорстоким поводженням між братом і сестрою, враховує індивідуальні риси дитини-правопорушника та дитини-жертви. Для дітей-правопорушників відомі індивідуальні фактори ризику включають відсутність емпатії до жертв, агресивний темперамент, нижчу або вищу самооцінку, ніж однолітки, незадовільне особисте потреби у фізичному контакті в середовищах, позбавлених емоцій, досвід віктимізації, у тому числі з боку братів і сестер, догляд братів і сестер за молодшими братами та сестрами, і нудьга. Для дітей-жертв відомим фактором ризику є такі психологічні розлади, як гнів, депресія та тривога, спричинені віктимністю насильства з боку братів і сестер (пов'язана з повторною віктимізацією).

### Інші фактори ризику
Декілька інших факторів ризику пов'язані з жорстоким поводженням між братом і сестрою. Перший — це порядок народження та віковий інтервал. Мартін і Росс виявили, що первістки з більшою ймовірністю будуть жертвами жорстокого поводження з братом і сестрою. Наслідування агресивної поведінки старшого брата/старшої сестри, доручення піклуватися про брата/сестру та близький віковий інтервал також виявились тісно пов'язаними з жорстоким поводженням з братом і сестрою.
Ще одним фактором ризику є стать. Наявність дитини чоловічої статі в групі братів і сестер і в парах старший брат-молодша сестра пов'язані з випадками жорстокого поводження з боку братів і сестер, а те, що вони жінки пов'язано з досвідом віктимізації з боку братів і сестер.
Соціокультурне походження також впливає на жорстоке поводження з братом і сестрою. Деякі відомі соціокультурні фактори ризику включають такі культурні звичаї, як первородство та патріархат, інвалідність брата або сестри, економічний тиск сім'ї, надмірна кількість братів та сестер, та етнічне/культурне середовище, в якому агресія між братами/сестрами є поширеним явищем.
Батьківський алкоголізм, підтримка батьками дитячої агресії та соціальне прославлення насильства в медіа також пов'язують із жорстоким поводженням між братами та сестрами.

## Потенційні ефекти
Наслідки жорстокого поводження з рідними братами та сестрами дуже схожі на інші форми насильства проти дітей. Потенційні наслідки жорстокого поводження з братом і сестрою включають труднощі у відокремленні задоволення від болю та страху від бажання в сексуальних стосунках, повторну віктимізацію в дорослому віці, труднощі в розвитку та підтримці інтимних стосунків, проблеми з обговоренням кордонів, проблеми з інтимністю, і взаємозалежність у стосунках.
Цілком можливо, що після жорстокого поводження з братом і сестрою можуть виникнути значні проблеми, такі як регуляція афекту та супутні розлади афекту, контроль імпульсів, соматизація, посттравматичний стресовий розлад, розлади харчування, такі як анорексія чи нервова булімія, проблеми зловживання психоактивними речовинами, серйозна депресія та проблеми з соціалізація. Брати і сестри можуть демонструвати інтерналізовану або екстерналізовану поведінку, яка може бути руйнівною для сімейного осередку. Такі поведінкові проблеми можуть перерости в інші поведінкові проблеми, такі як агресія та правопорушення. Брати і сестри, які постраждали від жорстокого поводження з братом і сестрою, можуть бути більш сприйнятливими до розвитку розладу поведінки та мати більше психічних розладів, спричинених жорстоким поводженням з братом і сестрою. Сибліцид може бути наслідком жорстокого поводження з братом чи сестрою, коли брат чи сестра вбивають іншого брата чи сестру; зазвичай це відбувається, коли брат чи сестра чоловічої статі вступають у доросле життя проти молодшого брата чи сестри.

## Профілактика
Джонатан Каспі визначив кілька методів профілактики для дітей і сімей, педагогів і практиків, дослідників і культури в цілому в книзі «Агресія братів і сестер: оцінка та лікування» (2012). Для дітей і сімей, розвиток просоціальних навичок для підвищення соціально-емоційної компетентності з братами і сестрами і навчання батьків можна використовувати для запобігання жорстокому поводженню з боку братів і сестер. Для педагогів і практиків звернення до стосунків між братами та сестрами в навчальній програмі може допомогти запобігти жорстокому поводженню між братами та сестрами. Для дослідників приділення уваги стосункам між братами та сестрами та розробка профілактичних програм у співпраці з фахівцями-практиками можуть створити потенційні методи профілактики жорстокого поводження з братами та сестрами. Для культури в цілому Каспі пропонує не сприймати агресію братів і сестер як норму, проводити інформаційно-просвітницькі кампанії та робити агресію братів і сестер видимою.

## Лікування
Джон В. Каффаро описує найкращі клінічні практики лікування жорстокого поводження з рідним братом і сестрою в «Травмі жорстокого поводження з братом і сестрою: оцінка та стратегії втручання для дітей, сімей і дорослих» (2014). Вони включають «додаткові запобіжні заходи для забезпечення безпеки жертви, такі як замки на дверях, посилений нагляд дорослих і співпрацю батьків, членів родини та громади», «індивідуальне лікування жертви та правопорушника, часто з різними клініцистами досвід травми жорстокого поводження з дитиною», а також «заборона спільних зустрічей з братом і сестрою або сімейних зустрічей із правопорушником, доки він або вона не візьме на себе повну відповідальність за жорстоке поводження і поки терапевт не переконається, що сім'я може і захистить жертву від подальшого насильства».

## Зображення в медіа
Важливим сюжетом у традиційній казці про Попелюшку є жорстоке поводження з одноіменною головною героїнею з боку її зведених сестер із беззастережного схвалення матері.
Знятий для ТБ фільм 1991 року «Мій син, Джонні» — це рідкісне вигадане зображення жорстокого поводження між братами. У фільмі знявся Корін Немек у ролі підлітка, якого став жертвою його старшого брато, якого зіграв Рік Шредер. На створення фільму надихнув реальний випадок із п'ятнадцятирічного Філадельфії Майкла Ломбардо, якого засудили та виправдали у 1985 році за вбивство свого дев'ятнадцятирічного брата Френсіса «Френкі» Ломбардо, який роками бив і знущався над ним. У фільмі не зображений Майкл Ломбардо, який помер у 1989 році від передозування наркотиками під підозрою в пограбуванні банку.
У британській мильній опері «Бруксайд» у 1996 році розповідається про суперечливий сюжет, який показує інцест між братами та сестрами Натом і Джорджією Сімпсон, що призвело до вагітності, а потім аборту. Співчутливе зображення ситуації викликало критику з боку журналіста Пітера Гітченса в його книзі «Скасування Британії».

## Примітні приклади
Шайєнн Брандо, донька легендарного актора Марлона Брандо, зізналася, що її брат Крістіан нібито закоханий у неї, а також ревнує її хлопця Дага Дроллета; ось чому, за словами Шайєнн, 1990 року його убив Крістіан. Під час суду Крістіан заявив, що Шайєнн сказала йому, що Даг образив її, і що він хотів захистити її, і що він ніколи не збирався вбивати Дага; це була «жахлива аварія». У 1991 році Крістіана засудили до десяти років ув'язнення, а в 1995 році Шайенн покінчила життя самогубством. Шайєнн образливо ставилася до своїх двох сестер, Майміті та Раіатуа, а також до Марлона Брандо та Таріти, своїх батьків, особливо матері. У 2005 році Таріта Теріїпая написала книгу, в якій розкриває, що Шайєн тероризувала власну родину через те, що вона страждала на шизофренію.
Французький серійний вбивця Гі Жорж фізично знущався над прийомними старшими сестрами, коли йому було 14 років, ледь не вбивши їх.
У 2013 році австралійський актор Г'ю Джекман розповів про фізичні та словесні образи з боку свого старшого брата. Він сказав, що образа допомогла йому в ролі в «Росомахи», і що, коли його брат вибачився, Джекман відчув звільнення.

## Подальше читання
- Wiehe, Vernon R. What Parents Need to Know About Sibling Abuse: Breaking the Cycle of Violence (2002)
- Caffaro., J. & Conn-Caffaro, A. (1998). Sibling Abuse Trauma, NY: Routledge.
- Caffaro, J.; Conn-Caffaro, A. (2005). Treating Sibling Abuse Families. Aggression and Violent Behavior. 10 (5): 604—623. doi:10.1016/j.avb.2004.12.001.
- Caffaro, J. (2013). Sibling abuse trauma. 2nd Edition. NY: Routledge.
- Caspi, J. (2012). Sibling Aggression: Assessment and Treatment. NY: Springer Publishing

{бібліоінформація}}